# SC Eendracht Aalst
A SC Eendracht Aalst egy belga labdarúgócsapat Aalst városában. A klub hazai mérkőzéseinek helyét a 4 500 fő befogadására alkalmas Pierre Cornelisstadion adja. A egyesület labdarúgó-szakosztályát 1919-ben alapították. A klub jelenleg a Division 2-ben szerepel.

## Sikerek
Challenge League
- Győztes (2): 1990–91, 1993–94

Third Division
- Győztes (1): 2010–11

Fourth Division
- Győztes (1): 2006–07

## Fordítás
Ez a szócikk részben vagy egészben  a   S.C. Eendracht Aalst című angol Wikipédia-szócikk fordításán alapul.  Az eredeti cikk szerkesztőit annak laptörténete sorolja fel. Ez a jelzés csupán a megfogalmazás eredetét és a szerzői jogokat jelzi, nem szolgál a cikkben szereplő információk forrásmegjelöléseként.